# Jüdische Gemeinde Courcelles-Chaussy
Eine Jüdische Gemeinde in Courcelles-Chaussy, einer französischen Gemeinde im Département Moselle in Lothringen, bestand seit dem 17. Jahrhundert.

## Geschichte
Die jüdische Gemeinde von Courcelles-Chaussy wurde erstmals 1669 erwähnt. 1863 wurde eine Synagoge erbaut, die 1963 verkauft und abgerissen wurde. Steine dieser im neoromanischen Stil gebauten Synagoge sind noch aufbewahrt, darunter auch die Gesetzestafeln. Die jüdische Gemeinde gehörte seit 1808 zum israelitischen Konsistorialbezirk Metz.
An der Landstraße nach Servigny-lès-Raville befindet sich der jüdische Friedhof von Courcelles-Chaussy.